# Alois Roppert
Alois Roppert (* 25. Mai 1934 in Sollenau; † 15. September 2022 in Kötschach-Mauthen) war ein österreichischer Politiker (SPÖ) und ÖBB-Beamter. Roppert war von 1979 bis 1994 Abgeordneter zum österreichischen Nationalrat. 

## Biografie
Alois Roppert wurde in Sollenau in Niederösterreich geboren. Nach dem Besuch der Elementarschule und der Bundeslehrerbildungsanstalt in Wiener Neustadt maturierte er 1953 und wurde Lehrer an der Hauptschule in Leobersdorf, bevor er in eine Laufbahn der Österreichischen Bundesbahnen eintrat, in deren Diensten er bis 1988 arbeitete. Nach seiner Übersiedlung nach Villach widmete sich Roppert zunehmend gewerkschaftlichen und personalvertretenden Aufgaben, wurde zunächst Kammerrat der Kärntner Arbeiterkammer (1974–1976) und schließlich deren Vizepräsident und Fraktionsführer der Sozialdemokratischen Gewerkschafter (1976–1988). Im ÖGB Kärnten engagierte er sich stark im Bildungsbereich und übernahm nach dem früh verstorbenen Landesbildungsvorsitzenden Josef Maderner dessen Funktion, die er auch während seiner langjährigen politischen Arbeit als Mitglied des Österreichischen Nationalrates (1979–1994) ausübte. Roppert war Präsident des Österreichischen Aero-Clubs und Ehrenpräsident der ASKÖ-Bundesorganisation.
Bei den Österreichischen Bundesbahnen war er in der Bundesbahndirektion Villach als Sachwalter für Kundendienst in der Transportabteilung in der Gehaltsgruppe IXa beschäftigt, aber als Abgeordneter zum Nationalrat enthoben. Er trug daher den Diensttitel Bundesbahn-Oberinspektor.

## Auszeichnungen
- Goldenes Ehrenzeichen für Verdienste um das Land Niederösterreich
- Militär-Verdienstzeichen
- Regierungsrat
- 1992: Ehrenbürger von Huntsville